# Jan Josef Brixi
Jan Josef Brixi, auch Johann Josef Brixi (* 1. März 1711 in Vlkava bei Nymburk, Bunzlauer Kreis; † 27. April 1762 in Mělník, Bunzlauer Kreis), war ein böhmischer Organist, Kantor und Komponist aus dem sogenannten Vlkava-Zweig der nordböhmischen Musikerfamilie Brixi.

## Leben und Wirken
Im Alter von zwanzig Jahren ließ sich Jan Josef Brixi in Melnik nieder, wo er Kantor und Organist an der Pfarrkirche St. Peter und Paul wurde. Im Jahr 1736 erhielt er das Bürgerrecht in Melnik, zog aber bald darauf nach Manetin, einem Ort, der für sein reiches Musikleben bekannt war. Dort wurde er Lehrer auf dem Gut der Gräfin Marie Gabriela Bechinie Lažanská von Bukova, einer Angehörigen des böhmischen Adelsgeschlechts Czernin von und zu Chudenitz, und wirkte bei vielen Konzerten mit, die die Gräfin auf ihrem Schloss Manětín veranstaltete. Zu seinen Aufgaben gehörte auch die musikalische Begleitung von Messen, sowohl in der Dekanatskirche in Manětín als auch in der Filialkirche St. Georg in Luková. In Manětín wurde 1738 sein Sohn Václav Norbert geboren, der später ebenfalls Komponist wurde.
Im Jahr 1748 kehrte Jan Josef Brixi nach Mělník zurück, wo er nach dem Tod seiner ersten Frau 1750 erneut heiratete und bis zu seinem Lebensende als Organist wirkte. Er hinterließ eine umfangreiche Musikaliensammlung, die heute im Prager Nationalmuseum aufbewahrt wird. Sie enthält nicht nur Werke bedeutender Komponisten seiner Zeit, sondern auch zahlreiche Autographe und Abschriften der Werke seines Onkels, des Komponisten Šimon Brixi. Von seinen eigenen Kompositionen ist nur eine Messe für gemischten Chor, Orchester und Orgel erhalten geblieben.